# Ansotica
Ansotica war eine liburnische Gottheit, die in dem Gebiet um Nin und Zadar in Kroatien verehrt wurde. Sie repräsentiert den Typus einer Muttergöttin oder Göttin der Liebe und wurde mit der römischen Venus gleichgesetzt.
Wie bei fast allen illyrischen Gottheiten gibt es auch für Ansotica keine gesicherte Deutung des Namens. Der Name  klingt formal keltisch, andere Forscher vermuten jedoch, dass er auch illyrisch sein könnte, beide Völkerschaften waren nahe verwandt (auch sprachlich) und Stämme beider Völkerschaften lebten in der Antike im Gebiet des heutigen Kroatien.
Dargestellt wurde die Venus Ansotica nach mediterranem römisch-griechischem Vorbild, in Nin ist eine Statue der Venus Ansotica erhalten, die aus Toskanischem weißem Marmor hergestellt wurde, sie zeigt die mit einer Toga bekleidete gekrönte Venus mit ihrem Sohn Priapus oder Cupido.